# Šebrov-Kateřina
Šebrov-Kateřina – miejscowość i gmina (obec) w Czechach, w kraju południowomorawskim, w powiecie Blansko. W 2022 roku liczyła 828 mieszkańców.